# DDR-Mannschaftsmeisterschaft im Schach 1974
Die DDR-Mannschaftsmeisterschaft im Schach 1974 ist entschieden.
Buna Halle gewann 1974 die DDR-Mannschaftsmeisterschaft und konnte die Siegesserie der Schachgemeinschaft Leipzig unterbrechen.
Gespielt wurde ein Rundenturnier, wobei jede Mannschaft gegen jede andere jeweils vier Mannschaftskämpfe an acht Brettern austrug. Insgesamt waren es 84 Mannschaftskämpfe, also 672 Partien.

## DDR-Mannschaftsmeisterschaft 1974

### Kreuztabelle der Sonderliga (Rangliste)
|   | Verein             | 1    | 2    | 3    | 4    | 5    | 6    | 7    | Punkte |
| - | ------------------ | ---- | ---- | ---- | ---- | ---- | ---- | ---- | ------ |
| 1 | Buna Halle         |      | 10,0 | 12,0 | 20,5 | 20,5 | 18,5 | 24,0 | 114,5  |
| 2 | AdW der DDR I      | 13,0 |      | 21,0 | 18,0 | 22,0 | 19,0 | 21,0 | 114,0  |
| 3 | SG Leipzig I       | 20,0 | 11,0 |      | 18,0 | 20,5 | 23,0 | 21,5 | 105,0  |
| 4 | Chemie Lützkendorf | 11,5 | 14,0 | 14,0 |      | 16,0 | 16,0 | 21,5 | 093,0  |
| 5 | ASG Strausberg     | 11,5 | 10,0 | 11,5 | 16,0 |      | 18,0 | 19,5 | 086,5  |
| 6 | Post Dresden       | 13,5 | 13,0 | 09,0 | 16,0 | 14,0 |      | 14,0 | 085,5  |
| 7 | AdW der DDR II     | 08,0 | 11,0 | 10,5 | 10,5 | 12,5 | 12,0 |      | 064,5  |

Anmerkungen: 
- SG Leipzig I erhielt 9 Punkte Abzug wegen einmaligen Nichtantretens.
- ASG Vorwärts Strausberg erhielt 9,5 Punkte Abzug wegen Einsatzes eines unberechtigten Spielers.
- Achter Teilnehmer war die 2. Mannschaft der SG Leipzig. Sie wurde im Saisonverlauf zurückgezogen und gestrichen.

### Beste Einzelresultate an den ersten vier Brettern
Laut Abschlussbericht des Hauptschiedsrichters Uwe Bade waren die besten Ergebnisse:
| Spieler            | Verein      | Punkte | Partien |
| ------------------ | ----------- | ------ | ------- |
| Lutz Espig         | Halle       | 14,5   | 20      |
| Burkhard Malich    | Halle       | 17,0   | 24      |
| Günther Möhring    | Lützkendorf | 17,0   | 24      |
| Wolfgang Uhlmann   | Dresden     | 15,0   | 22      |
| Rainer Knaak       | Leipzig     | 13,5   | 20      |
| Fritz Baumbach     | Berlin      | 17,0   | 26      |
| Heinz Liebert      | Halle       | 15,5   | 24      |
| Manfred Schöneberg | Leipzig     | 14,5   | 23      |
| Peter Krug         | Berlin      | 9,0    | 15      |

### Die Meistermannschaft
| 1.            | Buna Halle |
| Schachfiguren | Burkhard Malich, Lutz Espig, Heinz Liebert, Hans-Ulrich Grünberg, Jürgen Mädler, Anton Csulits, Olaf Sonntag, Siegfried Mühlberg |

### Oberliga
| Platz | Verein                | Punkte |
| ----- | --------------------- | ------ |
| 01    | EVB / Funkwerk Erfurt | 99,0   |
| 02    | Motor SO Magdeburg    | 88,0   |
| 03    | Lok Karl-Marx-Stadt   | 84,0   |
| 04    | HSG PH Potsdam        | 76,0   |
| 05    | Rotation Berlin       | 74,0   |
| 06    | Lok Dresden           | 68,0   |
| 07    | Lok Leipzig Mitte     | 64,0   |
| 08    | Lok Pankow            | 62,5   |
| 09    | Buna Halle II         | 62,0   |
| 10    | Lok Greiz             | 44,5   |

Buna Halle II wurden wegen einmaligen Nichtantretens sieben Punkte abgezogen. Dadurch fiel die Mannschaft auf den zweiten Abstiegsplatz zurück.

### DDR-Liga
In den zuletzt veröffentlichten Tabellen fehlt in beiden Staffeln jeweils das Ergebnis einer Hängepartie, die jedoch keinen Einfluss auf die Platzierungen hatte.
| Platz | Verein                      | Punkte |
| ----- | --------------------------- | ------ |
| 01    | WBK 67 Halle-Neustadt       | 86,5   |
| 02    | Lok Rostock                 | 86,0   |
| 03    | Einheit Friesen Berlin      | 75,5   |
| 04    | Lok Brandenburg             | 74,0   |
| 05    | HSG PH Potsdam II           | 72,0   |
| 06    | Vorwärts Strausberg II      | 71,0   |
| 07    | Aufbau Börde Magdeburg      | 70,5   |
| 08    | Humboldt-Universität Berlin | 68,5   |
| 09    | SGS Wolgast                 | 61,0   |
| 10    | Motor SO Magdeburg II       | 54,0   |

| Platz | Verein                      | Punkte |
| ----- | --------------------------- | ------ |
| 01    | Post Dresden II             | 92,5   |
| 02    | Motor Gohlis Nord Leipzig   | 79,5   |
| 03    | Carl Zeiss Jena             | 78,0   |
| 04    | Lok Leipzig Mitte II        | 75,0   |
| 05    | TH Chemie Merseburg         | 69,5   |
| 06    | Lok Dresden II              | 69,0   |
| 07    | Motor IFA Karl-Marx-Stadt   | 66,5   |
| 08    | Buna Halle III              | 65,5   |
| 09    | Aktivist Zentronik Oelsnitz | 65,5   |
| 10    | SG Leipzig III              | 58,0   |

### Aufstiegsspiele zur DDR-Liga
| Platz | Verein                 | Punkte |
| ----- | ---------------------- | ------ |
| 1     | Rotation Berlin II     | 28,0   |
| 2     | Rotation Schwedt       | 27,0   |
| 3     | Medizin Neubrandenburg | 24,5   |
| 4     | Lok Stralsund          | 16,5   |

| Platz | Verein                  | Punkte |
| ----- | ----------------------- | ------ |
| 1     | Lok Schwerin            | 31,5   |
| 2     | Einheit Pädagogik Halle | 30,0   |
| 3     | HSG TH Magdeburg        | 17,5   |
| 4     | Einheit Rathenow        | 15,0   |

| Platz | Verein                 | Punkte |
| ----- | ---------------------- | ------ |
| 1     | Lok Karl-Marx-Stadt II | 29,5   |
| 2     | Fortschritt Cottbus    | 25,0   |
| 3     | Lok Gera               | 22,0   |
| 4     | Einheit Bad Salzungen  | 18,5   |

| Platz | Verein                   | Punkte |
| ----- | ------------------------ | ------ |
| 1     | Motor Leipzig-Lindenau   | 27,5   |
| 2     | Chemie Schwarzheide      | 26,0   |
| 3     | EVB / Funkwerk Erfurt II | 22,5   |
| 4     | Chemie Lützkendorf II    | 20,0   |

## DDR-Mannschaftsmeisterschaft der Frauen 1974

### Oberliga
| Platz | Verein                 | Punkte |
| ----- | ---------------------- | ------ |
| 1     | Buna Halle             | 57,5   |
| 2     | PH / Empor Potsdam     | 55,0   |
| 3     | Lok Dresden            | 50,5   |
| 4     | Motor Weimar           | 46,5   |
| 5     | Motor Leipzig Lindenau | 41,5   |
| 6     | AdW Berlin             | 36,5   |
| 7     | TH / MSO Magdeburg     | 25,5   |
| 8     | Lok Naumburg           | 23,0   |

### DDR-Liga
| Platz | Verein                    | Punkte |
| ----- | ------------------------- | ------ |
| 1     | Buna Halle II             | 62,0   |
| 2     | TSG Wittenberg            | 51,5   |
| 3     | Einheit Pädagogik Halle   | 51,5   |
| 4     | Einheit Schwerin          | 44,5   |
| 5     | TSG Gröditz               | 40,0   |
| 6     | Schifffahrt/Hafen Rostock | 35,5   |
| 7     | AdW Berlin II             | 28,5   |
| 8     | TSV Luckenwalde           | 19,5   |

| Platz | Verein                         | Punkte |
| ----- | ------------------------------ | ------ |
| 1     | Lok Karl-Marx-Stadt            | 67,5   |
| 2     | Motor Weimar II                | 58,0   |
| 3     | Wismut Aue                     | 49,0   |
| 4     | Buna Halle III                 | 48,5   |
| 5     | SG Beerberg Goldlauter         | 34,5   |
| 6     | Medizin / Einheit Sangerhausen | 31,0   |
| 7     | Post Sebnitz                   | 26,0   |
| 8     | Motor Leipzig-Lindenau II      | 18,5   |

## Jugendmeisterschaften
| Altersklasse | männlich               | weiblich  |
| ------------ | ---------------------- | --------- |
| Schüler      | Pionierhaus Wittenberg | Lok Halle |
| Jugend       |                        | Lok Halle |

Zum Meister der männlichen Jugend wurden bislang keine Informationen gefunden.